# 류혜린
류혜린(1984년 10월 24일 ~ )은 대한민국의 배우이다.

## 학력
- 경성대학교 연극영화과

## 연기 활동

### 드라마
- 2012년 SBS 일일드라마 《가족의 탄생》 ... 백지원 역
- 2013년 MBC 단막극 《드라마 페스티벌 - 상놈 탈출기》 ... 간난 역
- 2014년 SBS 주말극장 《모던파머》 ... 여고생 역
- 2014년 JTBC 월화드라마 《유나의 거리》 ... 화숙 역
- 2014년 tvN 월화드라마 《일리있는 사랑》 ... 정수영 역
- 2016년 MBC 수목드라마 《W》 ... 선미 역
- 2017년 KBS2 수목드라마 《김과장》 ... 빙희진 역
- 2017년 MBC 월화드라마 《투깝스》 ... 미스 봉 역
- 2018년 KBS2 월화드라마 《라디오 로맨스》 ... 토네이도 역
- 2018년 JTBC 월화드라마 《으라차차 와이키키》 ... 진주 역
- 2018년 MBC 월화드라마 《미치겠다, 너땜에!》 ... 강지인 역
- 2018년 채널A 주말드라마 《커피야 부탁해》 ... 박아름 역
- 2019년 OCN 주말드라마 《빙의》
- 2019년 tvN 수목드라마 《악마가 너의 이름을 부를 때》 ... 강하 동생 역
- 2020년 MBC 수목드라마 《더 게임: 0시를 향하여》 ... 이연화 역
- 2020년 KBS2 월화드라마 《좀비탐정》 ... 무당 역 (특별출연)
- 2021년 tvN 목요드라마 《슬기로운 의사생활 시즌2》 ... 승원의 어머니 역
- 2022년 MBC 금토드라마 《내일》 ... 도쟁이 역
- 2024년 SBS 금토드라마 《커넥션》 … 강시정 역

### 영화
- 2010년 《엄마의 로맨스》 ... 민정 역
- 2011년 《써니》 ... 소녀시대 욕배틀녀 역
- 2013년 《콩나물》 ... 명자 역
- 2013년 《THE BODY》
- 2014년 《족구왕》 ... 고운 역
- 2014년 《빅매치》 ... 트위터소녀 역
- 2015년 《부곡 하와이》 ... 초희 역
- 2016년 《굿바이 싱글》 ... 고주연 엔터 연습생 역
- 2017년 《심장박동조작극》 ... 나정 역
- 2018년 《골든 슬럼버》 ... 생굴녀 역
- 2018년 《새벽 3시 르네상스》 … 모든 역
- 2019년 《너의 여자친구》 ... 은정 역
- 2020년 《오케이! 마담》 ... 지상직원 역
- 2021년 《비와 당신의 이야기》 … 조교 역
- 2021년 《대환장파티》
- 2022년 《효자》 … 젊은 춘자 역 (특별출연)
- 2023년 《싱글 인 서울》 … 떠나간 그녀 박준희 역
- 2024년 《도그데이즈》 ... 간호사 역
- 개봉 미정 《수술》 ... 미수 역

### 연극
- 2009년 《도살장의 시간》 ... 기억 역
- 2010년 《오빠가 돌아왔다》 ... 이경선 역
- 2012년 《너와 함께라면》 ... 작은딸 역
- 2015년 《청춘, 간다》 ... 인영 역
- 2015년 《춘천 거기》 ... 주미 역
- 2015년 《데리러 와 줘》
- 2016년 《달빛 안갯길》 ... 아랑 역
- 2019년 《응, 잘가》 ... 모란 역
- 2020년 《1인용 식탁》
- 2020년 《위대한 생활의 모험》 ... 다나베의 여자친구 역
- 2021년 《원스 인 어 블루문》 ... 소영 역
- 2022년 《99% 천재일기》 ... 현명/석정 역
- 2022-2023년 《복길 잡화점》 ... 소리 역

### 예능
- 2014년 tvN 《SNL 코리아》

## 수상
- 2015년 서울연극제 신인연기상
- 2011년 연극열전3 어워즈 신인상